# Phragmanthera seretii
Phragmanthera seretii là một loài thực vật có hoa trong họ Loranthaceae. Loài này được (De Wild.) Balle miêu tả khoa học đầu tiên năm 1967.